# Phare de Sprogø
Le phare de Sprogø  (en danois : Sprogø Fyr) est un phare au Danemark, construit sur Sprogø dans le Grand Belt en 1868. Un premier phare a été construit sur l’île en 1809 par Poul de Løvenørn du service des postes et télégraphes danois, qui voulait des aides à la navigation lors de la traversée du Grand Belt.
Le phare de Sprogø a été fermé le 9 août 1980 en tant que phare en activité. En 1997, la lumière du phare a été rallumée. Cependant, le phare n’a aucune signification pratique pour le trafic maritime.
Sur Sprogø, il y a aussi un autre phare, le phare du port de Sprogø, qui vise à guider les navires en toute sécurité dans le port de Sprogø. De plus, il y a des lumières sur les 7 éoliennes qui sont installées en mer sur le côté nord de l’île.

## Galerie

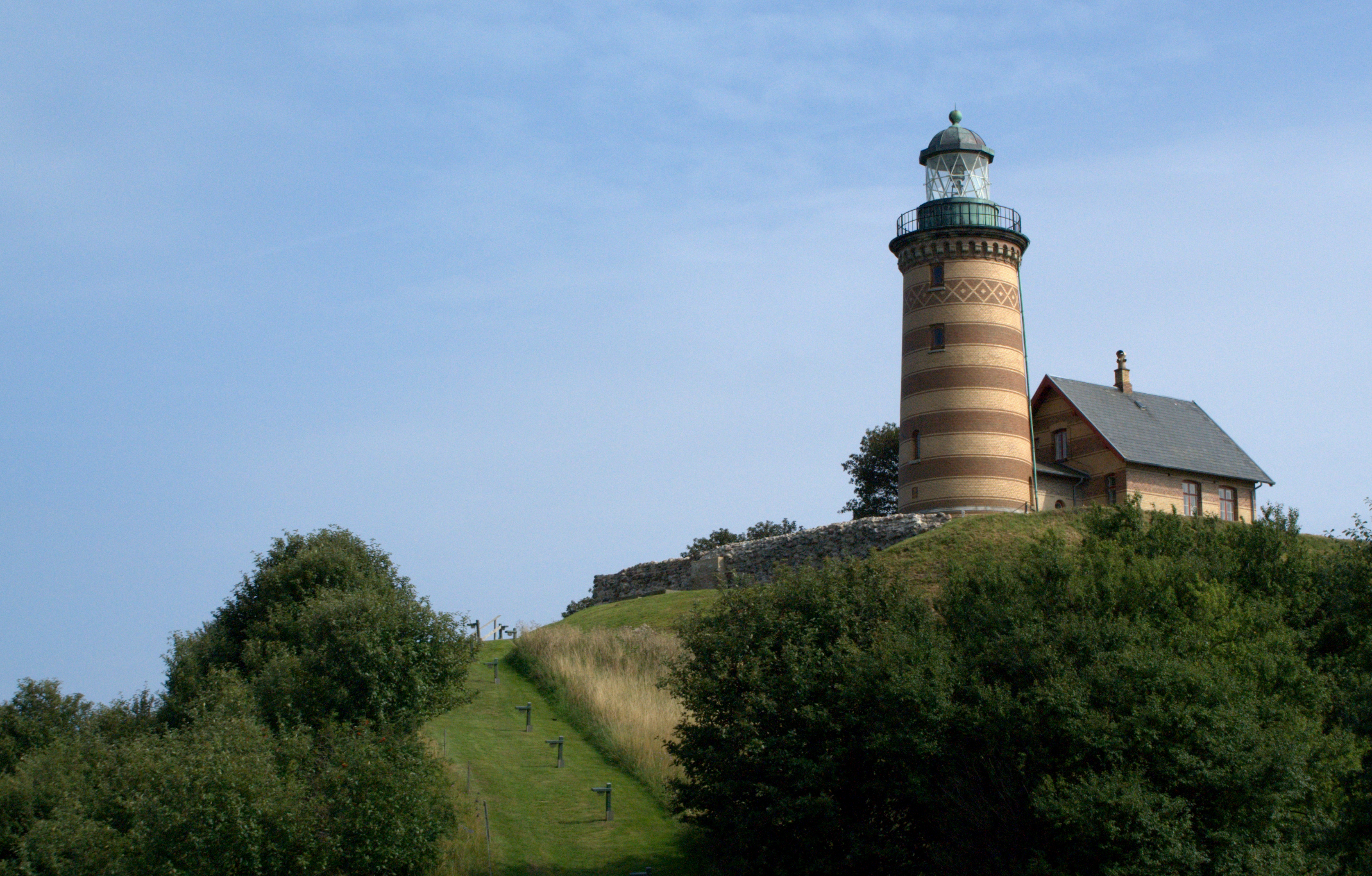
Phare de Sprogø et colline du phare.
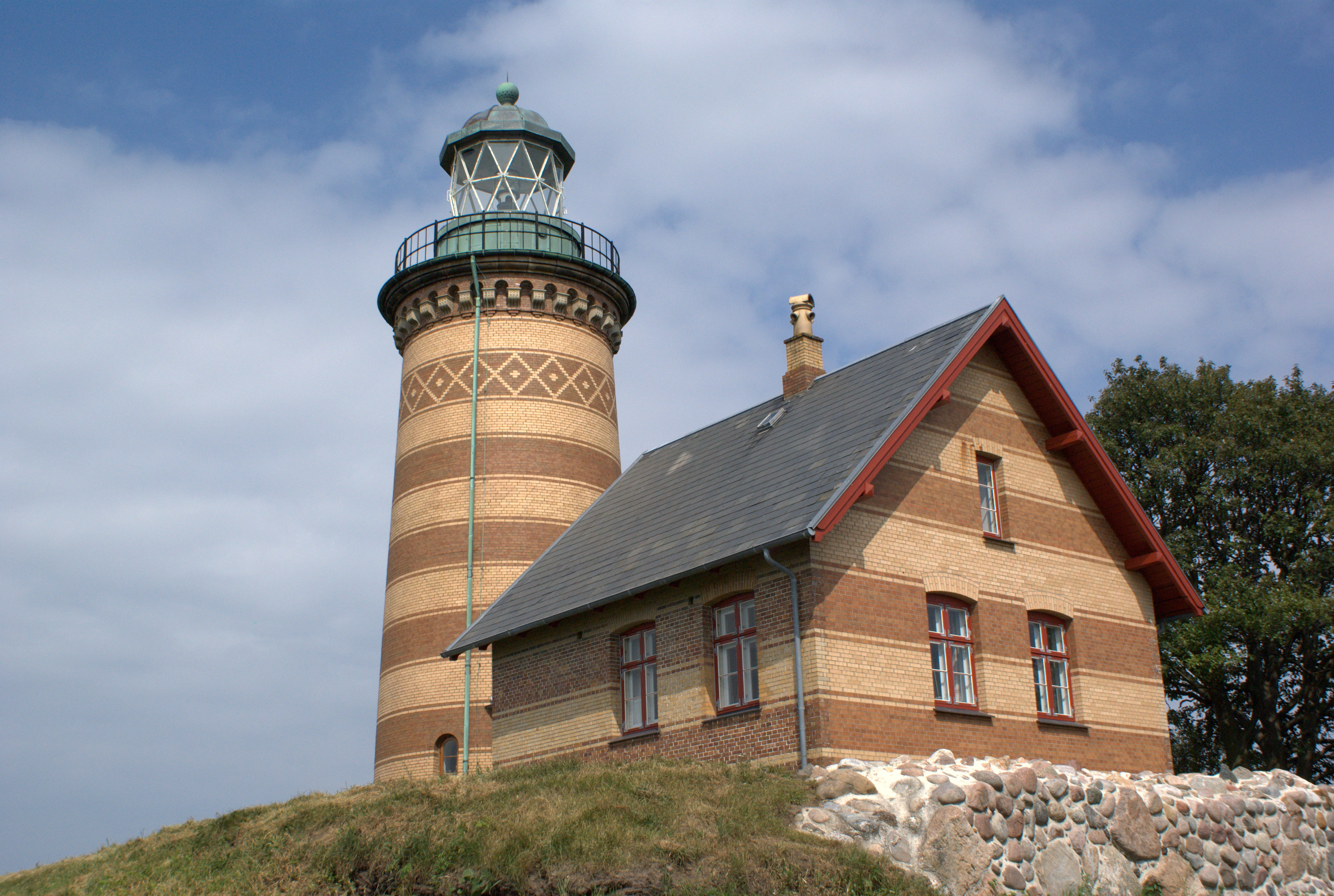
Phare et résidence du gardien de phare.
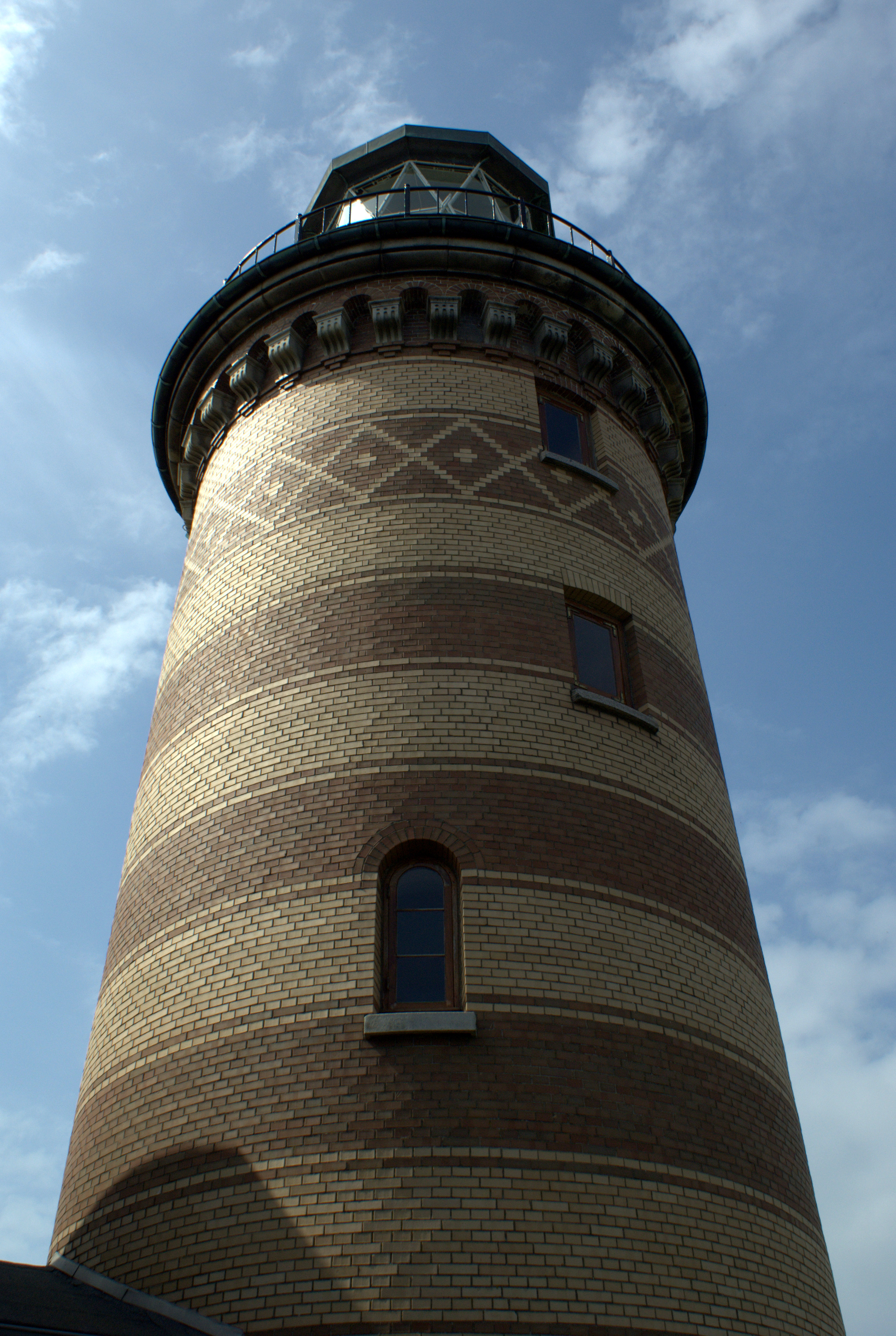
Phare de Sprogø.